# Končitý vrch (Wielka Fatra)
Končitý vrch (1097 m) – szczyt w Wielkiej Fatrze na Słowacji. Znajduje się w jej turczańskiej gałęzi, w zachodnim grzbiecie szczytu Jarabiná. Grzbiet ten oddziela od siebie dwie doliny; Hornojasenską (Hornojasenská dolina) i Kantorską (Kantorská dolina). Kolejno od wschodu na zachód znajdują się w nim szczyty: Kečka, Končitý vrch, Tisové i Hradište.
Končitý vrch porasta las, ale na górnej części jego dość łagodnych południowych stoków opadających do Hornojasenskiej doliny znajdują się duże hale, na tabliczce turystycznej opisane jako Bukoviny. Dzięki temu z prowadzącego tędy szlaku turystycznego roztaczają się ograniczone widoki na południe; na Hornojasenską dolinę i Lysec. Widoki na północ przesłania zarośnięty lasem szczyt Končitego vrchu – szlak turystyczny omija go, trawersując halami stoki południowe. Stoją na nich pasterskie szałasy. Na szczycie Jarabiny niebieski szlak dołącza do czerwono znakowanego szlaku Magistrali Wielkofatrzańskiej.

## Szlaki turystyczne
Sklabiňa – Sklabinská dolina – Medzi mníchmi – Na jame – Mažiarky – Tisové – Končitý vrch – Kečka – Sedlo za Kečkou – Jarabiná. Suma podejść 1015 m, odległość 11,9 km, czas przejścia 4,15 h, ↓ 3.35 h.

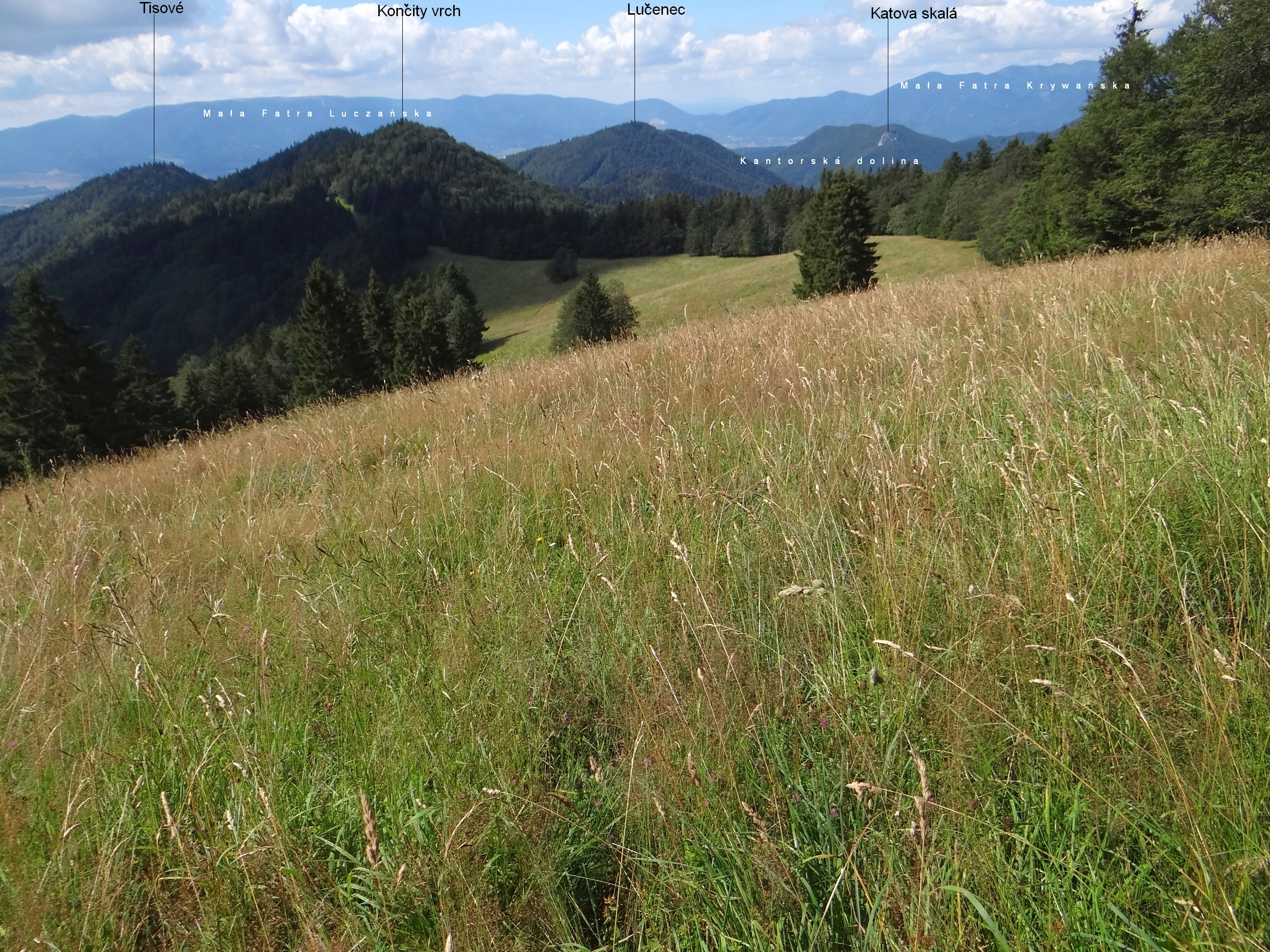
Widok z Kečki